# ورزشگاه مموریال (ایالتی کانزاس)

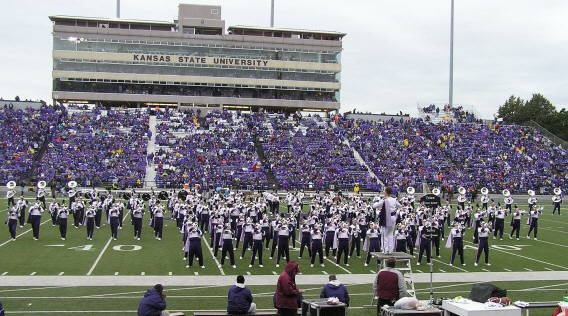

ورزشگاه مموریال (ایالتی کانزاس) (به انگلیسی: Memorial Stadium) با ظرفیت ۲۰٬۰۰۰ نفر در شهر مانهاتان ایالت کانزاس واقع شده‌است و دارای زمین چمن مصنوعی می‌باشد.
این ورزشگاه متعلق به دانشگاه ایالتی کانزاس است.